# Aleksandr Gazov
Aleksandr Gazov, född 17 juni 1946 i Brykovo, är en före detta sovjetisk sportskytt.
Han blev olympisk guldmedaljör i skytte vid sommarspelen 1976 i Montréal.